# Chenillé-Changé

Chenillé-Changé este o comună în departamentul Maine-et-Loire, Franța. În 2009 avea o populație de 149 de locuitori.